# Kamikaze

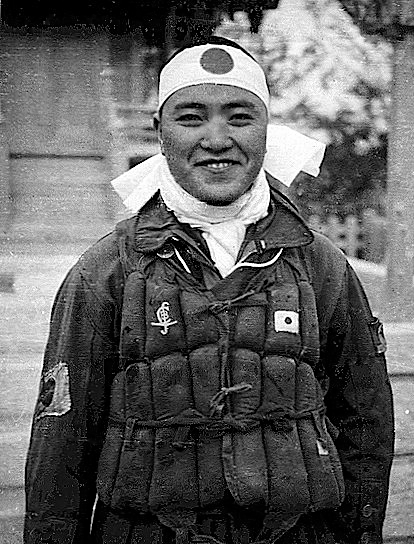
El piloto suicida Kiyoshi Ogawa, quien voló e impactó su avión contra el USS Bunker Hill (CV-17) el 11 de mayo de 1945.

El término kamikaze (神風?   lit. 'viento divino') de origen japonés fue utilizado originalmente por los traductores estadounidenses para referirse a los ataques suicidas, efectuados por pilotos de una unidad especial perteneciente a la Armada Imperial Japonesa contra embarcaciones de la flota de los Aliados a finales de la Segunda Guerra Mundial. Estos ataques pretendían detener el avance de los Aliados en el océano Pacífico y evitar que llegasen a las costas japonesas. Con esta finalidad, aviones cargados con bombas de 250 kilogramos impactaban deliberadamente contra sus objetivos con el afán de hundirlos o averiarlos tan gravemente que no pudieran regresar a la batalla.
En Japón no se utiliza con este sentido la palabra kamikaze. Se prefiere el término Shinpū tokubetsu kōgeki tai (神風特別攻撃隊 «Unidad Especial de Ataque Shinpū»?) o su abreviación tokkōtai (特攻隊?). En el resto del mundo se ha extendido el uso de esta palabra y se aplica sin mucho rigor a todo tipo de ataques suicidas, sin importar el método empleado (uso de explosivos, coche bomba, vehículo-ariete, etc.) o la nacionalidad del atacante (como en el caso de los atentados del 11 de septiembre de 2001), o algunos de los atentados del Estado Islámico.
Esta unidad especial fue disuelta cuando Japón presentó su rendición incondicional en la Segunda Guerra Mundial y actualmente se cuenta con numerosos registros y testimonios acerca del nacimiento, desarrollo y declive de sus operaciones.

## Etimología y origen

### Etimología

Kanjis que forma la palabra Shinpū, interpretado erróneamente por los traductores estadounidenses como kamikaze.

La palabra kamikaze, si bien tiene su origen en el idioma japonés, surge de la lectura equivocada del tipo kun'yomi por parte de los traductores estadounidenses durante la Segunda Guerra Mundial de los kanji 神 (lit. 'dios') y 風 (lit. 'viento'), cuando su pronunciación correcta debería ser del tipo on'yomi y pronunciado como Shinpū (神風?). El empleo de la palabra kamikaze se propagó fuera de Japón y fue aceptada mundialmente como válida, aunque, dentro del mismo país, a los pilotos que dirigían sus aviones para estrellarse deliberadamente contra barcos enemigos se les conocía por el nombre de Shinpū tokubetsu kōgeki tai (神風特別攻撃隊 «Unidad Especial de Ataque Shinpū»?) o por su abreviación tokkōtai (特攻隊?).
Desde la culminación de la Segunda Guerra Mundial, el término se ha seguido aplicando a diversos tipos de atentados, donde el protagonista se sacrifica deliberadamente (como en el caso de ataques terroristas), o como una forma metafórica donde el individuo tiene pocas o escasas probabilidades de éxito con un riesgo considerable.

### Origen
El origen del mito kamikaze se remonta al siglo XIII, cuando una flota procedente de Mongolia, bajo el mando de Kublai Khan, se presentó en dos ocasiones (la primera en 1274 y la segunda en 1281) en las costas japonesas con la finalidad de invadir el país. Se cree que la primera fue tan solo una operación de reconocimiento, ya que los mongoles se retiraron incluso habiendo demostrado su superioridad, pero con el segundo ataque sin duda no sucedió lo mismoː el Imperio mongol llevó a cabo una maniobra militar a escala gigantesca en comparación con la anterior. Afortunadamente para los habitantes, quienes no estaban preparados para combatir contra un ejército mucho mejor preparado y enfrentar una invasión de grandes proporciones, un tifón arrasó la flota invasora durante el intento de invasión de 1281. Dicho tifón fue llamado Viento Divino (神風?) y considerado como una señal de que Japón era el elegido por los dioses y, por lo tanto, éstos se encargarían de su seguridad y supervivencia.

## Contexto

### Contexto histórico

Avance japonés en el Pacífico entre 1937-42.
Países Aliados.

Japón vivió un crecimiento acelerado después de instituirse el gobierno Meiji y pasó de ser un país agrario a una potencia en la región asiática. Las reformas introducidas por el nuevo gobierno cambiaron la forma en que el país era dirigido y se enfocó en el desarrollo de tecnología, al mismo tiempo que creaba un ejército fuerte y moderno, lo que llevó a una fuerte militarización del país. Un gobierno cada vez más bélico vio la oportunidad de basarse en el modelo del colonialismo europeo, dando lugar a una gran cantidad de conflictos armados en el continente Asiático como la Primera Guerra Sino-japonesa de 1894, la guerra ruso-japonesa de 1904-1909 y la Segunda Guerra Sino-japonesa de 1937.
Varios años atrás, los estadounidenses habían presionado a Japón con embargos y brindado apoyo a sus enemigos, ya que el país era visto como una amenaza en la región. Durante el verano de 1941, los Estados Unidos, el Reino Unido y los Países Bajos ejercieron un embargo petrolero como protesta a la presencia de tropas japonesas ocupando China. Diplomáticos japoneses trataron de convencer a los respectivos países para que se levantara el embargo, pero debido a la negativa, el Emperador dio la orden de atacar Pearl Harbor, ataque que se llevó a cabo el 7 de diciembre simultáneamente con ataques a Filipinas y los territorios británicos de Malaya y Hong Kong. Al día siguiente, 8 de diciembre, Estados Unidos le declaró la guerra a Japón.
El ejército japonés siguió avanzando en el Pacífico. En los seis meses siguientes al ataque a Pearl Harbor habían conseguido casi todos sus objetivos navales y su flota permanecía relativamente intacta. Habían hundido o dañado de manera importante todos los acorazados de Estados Unidos en el Pacífico. Las flotas británica y holandesa del Lejano Oriente habían sido destruidas, y la Real Armada Australiana había sido rechazada hacia sus puertos de origen.
La única fuerza estratégica Aliada de importancia, que permanecía oponiéndose a todo esto, era la base naval de Pearl Harbor, incluyendo los tres portaaviones de la Flota del Pacífico de los Estados Unidos. Los japoneses enviaron una flota hacia las islas Midway, un atolón periférico del archipiélago de Hawái, con el objetivo de atraer lo que quedaba de la flota estadounidense a una batalla decisiva. El 5 de junio, bombarderos estadounidenses avistaron la fuerza japonesa y hundieron 4 de sus mejores portaaviones, un acorazado y 275 aviones durante la batalla de Midway, a un costo de un solo portaaviones, el Yorktown. Ésta fue una victoria muy importante para los Estados Unidos y marcó el punto de inflexión en la guerra del Pacífico. La capacidad estadounidense en la construcción de barcos y aviones superaba ampliamente a la japonesa, la cual nunca disfrutaría otra vez de tal superioridad numérica.
Después de la victoria en la batalla de Midway, las fuerzas de Estados Unidos comenzaron un avance implacable en las costas del océano Pacífico. Rápidamente los aviones de combate japoneses se vieron superados tanto en número como en características técnicas de los nuevos aviones estadounidenses, sobre todo con la entrada del F6F Hellcat y el F4U Corsair. El Servicio Aéreo de la Flota Imperial Japonesa fue derrotado durante los combates aéreos de las campañas de las Islas Salomón y la de Nueva Guinea. Finalmente, durante la batalla del Mar de Filipinas, los japoneses perdieron más de 400 aviones y pilotos. Los pilotos más veteranos y con mejor preparación comenzaron a escasear.
Antes de la creación oficial de un cuerpo especial se habían registrado colisiones deliberadas por parte de pilotos cuyo avión había sido severamente dañado y no querían verse capturados, situación que ocurrió tanto del lado japonés como en el de las fuerzas aliadas. De acuerdo a Axell & Kase, estos suicidios «eran individuales, decisiones tomadas en el mismo momento por hombres que estaban mentalmente preparados para morir». En la mayoría de los casos existe poca evidencia de que fueran algo más que colisiones accidentales, normales en las intensas batallas tierra-mar.
Desde 1942 diferentes voces dentro del ejército japonés se levantaron con el afán de recurrir a tácticas suicidas para emplearse en la guerra y tratar de revertir nuevamente los papeles. En medio de grandes controversias, uno de los protagonistas y principales opositores era el vicealmirante Yokoi, quien exponía que los motivos para oponerse, más allá de la muerte de los pilotos, eran tres principalmente:
1. Era sumamente costoso adiestrar a un piloto para que él y su avión tan sólo hicieran un solo viaje.
2. Los aviones por sí solos no tendrían una fuerza de impacto tal para destruir o dañar severamente un portaaviones, a menos que se estrellara contra la pista de aterrizaje cuando ésta tuviera muchos aviones enemigos.
3. Era sumamente difícil analizar los resultados, ya que el protagonista resultaría muerto de la acción.

Unidades especiales suicidas se formaron en tierra (como en el caso de la «carga Banzai») y en el mar (como las lanchas Shin'yō). Finalmente a mediados de 1944, el primer ministro Hideki Tōjō dio instrucciones para que los Cuerpos de Ataque Aéreo organizaran una unidad especial, lo que daría nacimiento a lo que se conoce comúnmente como kamikazes.
El desarrollo de la protección antiaérea en los barcos estadounidenses había alcanzado un nivel tal que resultaba ilusorio pensar que el avión japonés podría sobrevivir al ataque incluso si esa fuera su intención. En ese momento de la guerra, con toda la experiencia acumulada en ataques de avión contra barco, la táctica de los kamikazes era una forma realista y racional de asumir la limitación de que el piloto acabaría muerto igualmente. Así pues, los kamikazes fueron producto de la intersección entre una tradición cultural de sacrificio suicida con la realidad táctica evidente de que planear la retirada tras el ataque era ocioso.

### Contexto cultural

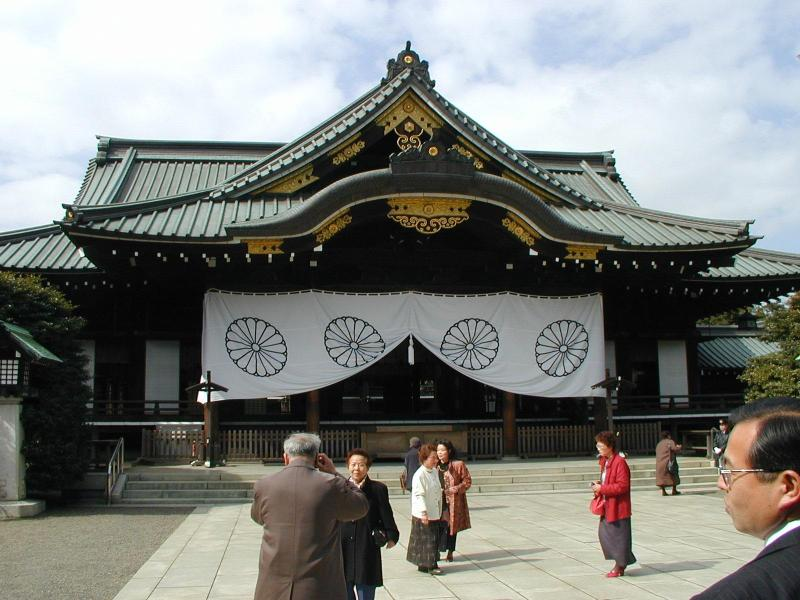
Edificio principal del santuario Yasukuni.

Durante los años 1944 y 1945, los japoneses estaban profundamente influenciados por el sintoísmo estatal, el cual enfatizó profundamente reverenciar al emperador desde que fue establecido como religión oficial durante la restauración Meiji. Conforme fueron avanzando los años, se promovieron fuertemente los sentimientos nacionalistas. En 1890 se aprobó la reestructuración imperial de la Educación, con la que los estudiantes debían hacer un juramento de ofrecerse «con coraje» al Estado, así como de «proteger a la familia Imperial». El último ofrecimiento era dar la propia vida. El morir por el país o por el emperador era considerado como todo un honor. Los autores Axel & Kase apuntan: 

El hecho es que innumerables soldados, marineros y pilotos estaban determinados a morir, a convertirse en Eirei, que significa Espíritus Guardianes del país [...] Muchos japoneses sentían que ser consagrados al santuario Yasukuni era un honor especial, dado que el emperador lo visitaba dos veces por año para pagar tributo. El Yasukuni era el único templo que deificaba hombres comunes, que el emperador visitaba.

 Los jóvenes japoneses eran adoctrinados desde una temprana edad con estos ideales. Además del argumento del santuario Yasukuni, se comenzaron a construir una gran cantidad de monumentos conmemorativos de guerras desde 1905 después de la guerra Ruso-Japonesa. Es de hacer notar que se erigían cerca de las escuelas y no cerca de templos.
Cuando comenzaron las tácticas suicidas, periódicos y libros distribuyeron avisos, artículos e historias sobre estos pilotos con la finalidad de ayudar al reclutamiento. En octubre de 1944, el Nippon Times citó al comandante Sekio Nishina: 

El espíritu de la Unidad de Ataque Especial es el gran espíritu que corre por la sangre de todo japonés [...] La acción de estrellarse que simultáneamente mata al enemigo y al piloto mismo sin error es llamado Ataque Especial [...] Cada japonés es capaz de convertirse en un miembro de la Unidad de Ataque Especial.

La «bandera del Sol Naciente» era la insignia naval de Japón, la cual portaron muchos pilotos en su último viaje.

Los publicistas también fomentaron la idea de que los pilotos suicidas eran consagrados al santuario Yasukuni y repartieron historias exageradas de su valentía, incluso distribuyendo cuentos para niños con pilotos suicidas como tema central.
Antes de la salida de cada piloto a su misión final se llevaban a cabo ceremonias en las que se les entregaba la bandera de Japón o la bandera del Sol Naciente (insignia de la flota naval japonesa) con inscripciones inspiracionales o espirituales, una pistola o una katana y generalmente se les ofrecía una copa de sake o té antes de despegar. Los pilotos usaban además una banda con el sol naciente y una senninbari o «cinta de mil puntadas» tejida por mil mujeres, quienes hacían una puntada cada una. Los pilotos solían componer y recitar un jisei no ku (辞世の句?   poema compuesto cercano a la muerte), tradición que efectuaban los samuráis antes de realizar un seppuku. Los pilotos llevaban plegarias de su familia y se les concedían condecoraciones militares.

## Historia

### Nacimiento de la Unidad Especial

El vicealmirante Ōnishi, quien instituyó el Grupo Especial de Ataque tokkōtai.

El 19 de octubre de 1944, el vicealmirante Takijirō Ōnishi, quien estaba al mando de la Primera Flota Aérea de la Armada Imperial Japonesa, arribó a Mabalacat (en la isla de Luzón, perteneciente a Filipinas), donde se encontró primeramente con el comandante Rikihei Inoguchi, oficial del Estado Mayor de la Primera Flotilla Aérea (parte de la Primera Flota Aeronaval Japonesa), y el comandante Asaiki Tamai, quien se encontraba al mando del Grupo Aéreo 201, y les solicitó una reunión oficial en la cual también estuvieron presentes:
- Oficial Chuichi Yoshioka
- Teniente Ibusuki
- Teniente Yokohama

En esta reunión el Vicealmirante Ōnishi les informó a los presentes que se había activado la Operación Sho un día atrás, por lo que sería necesario retrasar por lo menos una semana a la flota estadounidense con la finalidad de permitir el arribo de la Segunda Flota al mando del vicealmirante Kurita (la cual incluía los acorazados Musashi y Yamato) con el objetivo de hacer frente con todo el potencial armamentístico de Japón.
El vicealmirante Ōnishi hizo hincapié en que la única manera efectiva de lograr este objetivo, desde su punto de vista, era organizar un grupo especial de ataque suicida formado por cazas Zero cargados con bombas de 250 kilogramos. La reunión continuó hasta la madrugada del 20 de octubre, donde fue formalizada la creación del grupo especial. El comandante Inoguchi propuso nombrar a la unidad especial como Shinpū y el Vicealmirante Ōnishi ordenó que el nuevo Grupo Especial de Ataque Shinpū estuviera dividido en cuatro grupos:
- Shikishima (nombre poético de Japón)
- Yamato (antiguo nombre de Japón)[29]
- Asahi (sol de mañana)[29]
- Yamazakura (cerezo de montaña)[29]

La fecha provisional para el primer ataque fue fijada para el 25 de octubre y contaría con la participación de 26 aviones cazas (13 tokkōtai y 13 escoltas) comandados por el teniente Yukio Seki.

### Operaciones de la Unidad Especial en Filipinas

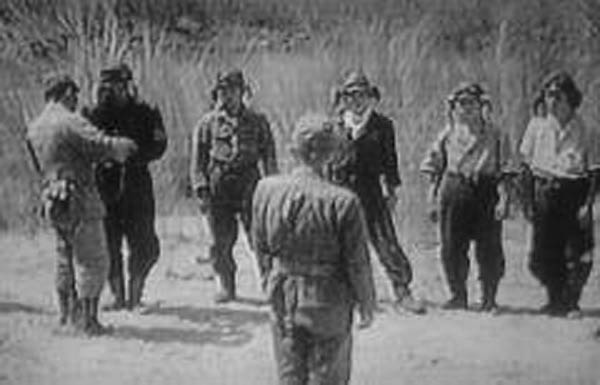
Fotografía de la ceremonia del primer ataque tokkōtai, donde aparecen Yukio Seki recibiendo una taza de agua y el vicealmirante Takijirō Ōnishi (en primer plano, de espaldas).

Desde la mañana del 20 de octubre se realizaron rondas de reconocimiento con la finalidad de comenzar la operación de la recién formada Unidad Shinpū, pero debido al mal tiempo no fue posible localizar la ubicación de la flota estadounidense.
Para el día 23, los submarinos de los Estados Unidos atacaron la avanzada de la flota del vicealmirante Kurita, hundiendo los buques insignia Atago y Maya, además de que el crucero pesado Takao fue severamente averiado y dejado fuera de combate sin que pudieran hacerles frente.
Al día siguiente la flota estadounidense localizó y atacó a la Segunda Flota de Kurita, hundiendo el acorazado Musashi y dejando fuera de combate el crucero pesado Myoko. La unidad Shinpū no pudo brindar ayuda por el intenso fuego antiaéreo.
La flota del Almirante Shōji Nishimura fue atacada al amanecer del 25 de octubre en el estrecho de Surigao, siendo arrasada en pocos minutos. Los acorazados Yamashiro y Fuso fueron hundidos junto con tres destructores, resultando además averiado el crucero Mogami y puesto fuera de combate. Unidades de ataque de los aliados regresaron más tarde y hundieron los cruceros Mogami y Abukuma.
La primera misión oficial exitosa de la Unidad Especial se llevó a cabo finalmente en el transcurso de ese mismo día 25, cuando la unidad Shikishima localizó a 50 kilómetros al noreste de la isla de Suluan un contingente estadounidense. Cinco tokkōtai y cuatro escoltas arribaron al lugar y el primer avión impactó contra un portaaviones, lo mismo que el segundo, por lo que el portaaviones se hundió. El tercer piloto impactó otro portaaviones y lo incendió, el cuarto piloto hizo blanco en un crucero ligero hundiéndolo, mientras que el quinto no pudo hacer contacto.
El 26 de octubre se realizó el segundo ataque, ahora con la participación de la unidad Yamato, la cual estaba formada por dos grupos: el primero compuesto por dos tokkōtai y un escolta y el segundo por tres tokkōtai y dos escoltas. La participación del primer grupo no pudo ser confirmada porque el encargado de entregar el informe no regresó a la base, pero se sabe que el segundo grupo impactó un portaaviones aliado con dos aviadores y lo hundió, mientras que el tercero hizo impacto con otro, averiándolo.
Después del tremendo golpe que recibieron las fuerzas del vicealmirante Kurita y del almirante Nishimura, estaba claro que había fallado la Operación Sho, la cual había servido de pretexto para formar la Shinpū tokubetsu kōgeki tai (神風特別攻撃隊 «Unidad Especial de Ataque Shinpū»?). Sin embargo, las operaciones de este tipo continuarían desde Filipinas hasta el mes de enero de 1945, cuando las tropas Aliadas desembarcaron en Filipinas y se decidió formar otra base en Formosa.
Desde el inicio de las operaciones el 25 de octubre de 1944, hasta su salida de Filipinas en enero de 1945, este es el resumen de los ataques:
| Tipo de barco                      | Hundidos                  | Averiados                 | Hundidos                        | Averiados                       |
| ---------------------------------- | ------------------------- | ------------------------- | ------------------------------- | ------------------------------- |
|                                    | (según fuentes japonesas) | (según fuentes japonesas) | (según fuentes estadounidenses) | (según fuentes estadounidenses) |
| Portaaviones                       | 5                         | 13                        | 2                               | 23                              |
| Acorazados                         | 1                         | 3                         | 0                               | 5                               |
| Cruceros                           | 5                         | 8                         | 0                               | 9                               |
| Destructores                       | 3                         | 1                         | 3                               | 23                              |
| Destructores Escolta               | 0                         | 0                         | 0                               | 5                               |
| Transportes                        | 23                        | 34                        | 5                               | 12                              |
| Otros                              | 0                         | 0                         | 6                               | 10                              |
| Total                              | 37                        | 59                        | 16                              | 87                              |
| Total de aviones que salieron: 424 |                           |                           |                                 |                                 |

### Operaciones de la Unidad Especial en Formosa
Después de abandonar Filipinas por haber desembarcado tropas estadounidenses, se estableció en la isla de Formosa otro centro de operaciones, donde se creó un nuevo grupo de pilotos suicidas el 18 de enero de 1945 con el nombre de Niitaka en honor a una montaña del lugar. Tres días después, el 21 de enero, se planeó el primer ataque, dividido en tres secciones:
- Grupo 1.- Atacantes: 2 Suisei (código aliado «Judy»), 2 zero; Escolta: 2 zero
- Grupo 2.- Atacantes: 2 Suisei, 2 zero; Escolta: 3 zero
- Grupo 3.- Atacantes: 2 Suisei; Escolta: 2 zero

Durante esta operación se informó que se habían podido realizar pocos impactos efectivos, aunque uno de los blancos alcanzados fue el portaaviones Ticonderoga.

### Operaciones de la Unidad Especial en Kantō
Con el afán de demorar el abrumador avance enemigo, y contemplando que seguramente Iwo Jima sería el siguiente punto de desembarco, el Grupo Aéreo 601 localizado en la región de Kantō formó el 16 de febrero un nuevo Grupo Especial de Ataque por órdenes del vicealmirante Kimpei Teraoka. Esta unidad fue bautizada el 19 de febrero como Mitate y fue organizada en cinco grupos con los siguientes elementos:
- N.º 1.- 4 cazas, 4 bombarderos
- N.º 2.- 4 cazas, 4 bombarderos
- N.º 3.- 4 cazas, 4 bombarderos
- N.º 4.- 4 bombarderos torpederos
- N.º 5.- 4 bombarderos torpederos

Este Grupo Especial salió de su base el 21 de febrero y, después de cargar combustible en Hachijōjima, se dirigió hacia los barcos enemigos en la zona de Iwo Jima y los alrededores de Chichijima. Los informes que se obtuvieron ese día daban cuenta de que un portaaviones y cuatro transportes habían sido hundidos, y que otro portaaviones y cuatro barcos fueron averiados.

### Operaciones de la Unidad Especial en Iwo Jima
Con la finalidad de diezmar el ataque de los Aliados, el 10 de marzo se formó un nuevo Grupo Especial de Ataque bautizado como Azusa, el cual intentaría destruir los buques enemigos en su base. Tal acción se denominó «Operación Tan». Se disponía de 24 bombarderos Ginga cargados con bombas de 800 kilogramos guiados por cuatro hidroaviones. La Unidad Azusa salió a la puesta de sol del 11 de marzo, pero 13 bombarderos tuvieron problemas en el motor, por lo que tuvieron que regresar a la base. Esta misión representó también un fracaso, ya que solo se dañó un portaaviones enemigo.

### Operaciones de la Unidad Especial en Okinawa

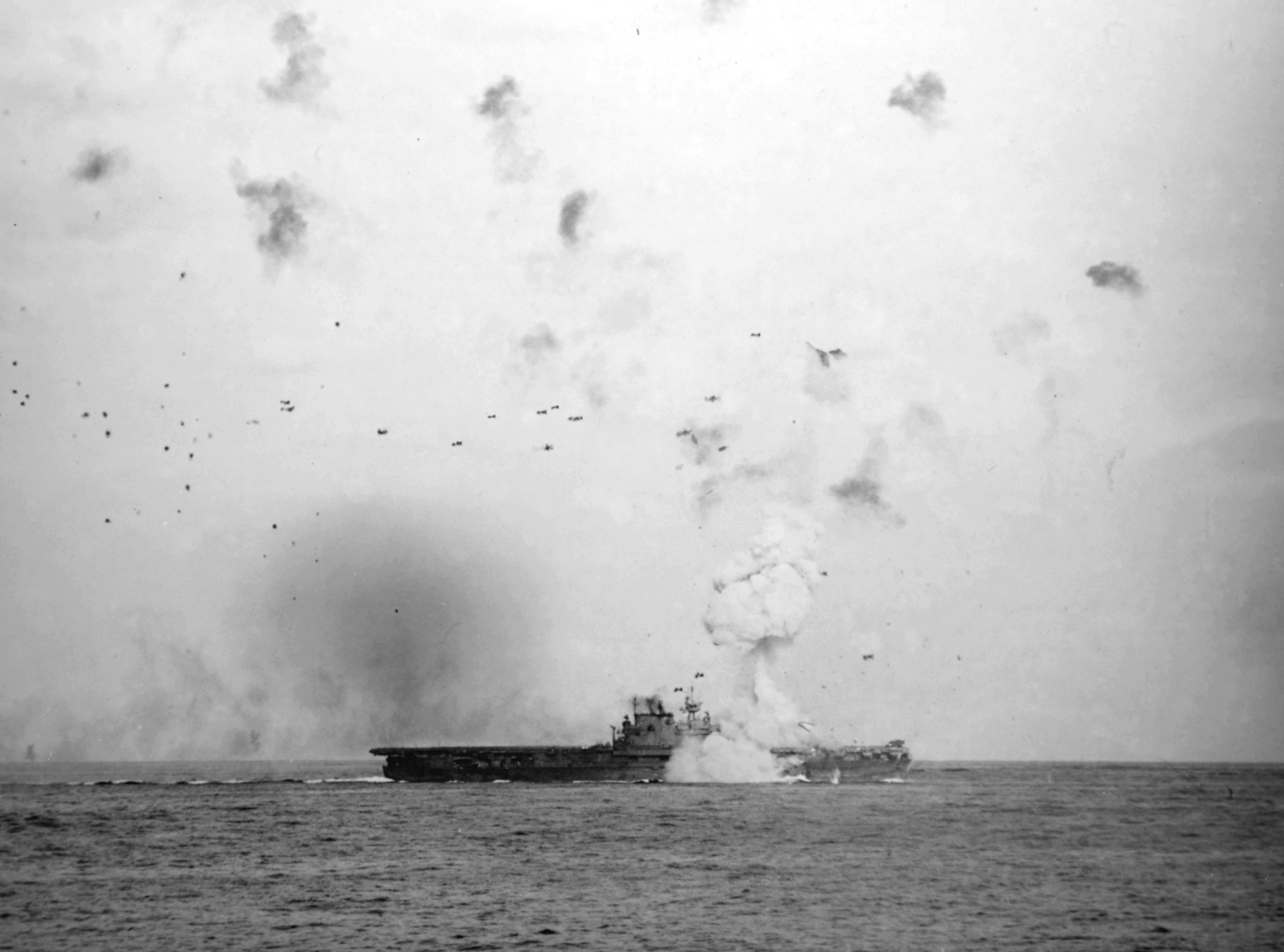
Fotografía tomada desde el USS Washington en el momento en que el USS Enterprise es alcanzado por un ataque suicida el 14 de mayo de 1945.

Desde comienzos de 1945, los dirigentes japoneses discutían cómo parar el implacable avance de los Aliados. Después de la caída de Iwo Jima, la invasión y las hostilidades en tierras japonesas era cuestión de tiempo. El Cuartel General Imperial tenía previsto que las fuerzas de los Aliados desembarcaran en Okinawa, por lo que se hicieron preparativos defensivos desde enero de 1945. Con el enemigo pisando ya territorio nacional, las operaciones suicidas no sólo se incrementaron, sino que se coordinaron ataques conjuntos entre la flota aérea y la Armada por primera vez en toda la guerra. Este tipo de acciones conjuntas fueron conocidas como Kikusui, de las cuales se realizaron diez entre el 6 de abril y el 22 de junio de 1945. En esta serie de ataques fue donde más barcos aliados resultaron dañados o hundidos.
La más representativa de estas misiones fue la que se ejecutó el 6 de abril, cuando los barcos restantes de la otrora gloriosa Flota Imperial, en camino en la denominada Operación Ten-Gō se unió a la Quinta Flota Aérea para hacer frente deliberadamente contra el ejército enemigo instalado ya en Okinawa. Alrededor del mediodía del día siguiente (7 de abril), 300 aviones de los Aliados atacaron el remanente de la flota japonesa. A las 15:00 horas, el acorazado Yamato, el crucero ligero Yahagi y los destructores Asashimo y Hamakaze estaban hundidos debido al intenso ataque. Además, otros dos destructores, el Isozake y el Kasumi, fueron puestos fuera de combate y hundidos por los mismos japoneses sin que pudieran hacer algún ataque significativo. Durante esta batalla, Japón perdió seis barcos de los tan sólo diez con que contaba para ésta. Además, al menos 2500 hombres perdieron la vida.

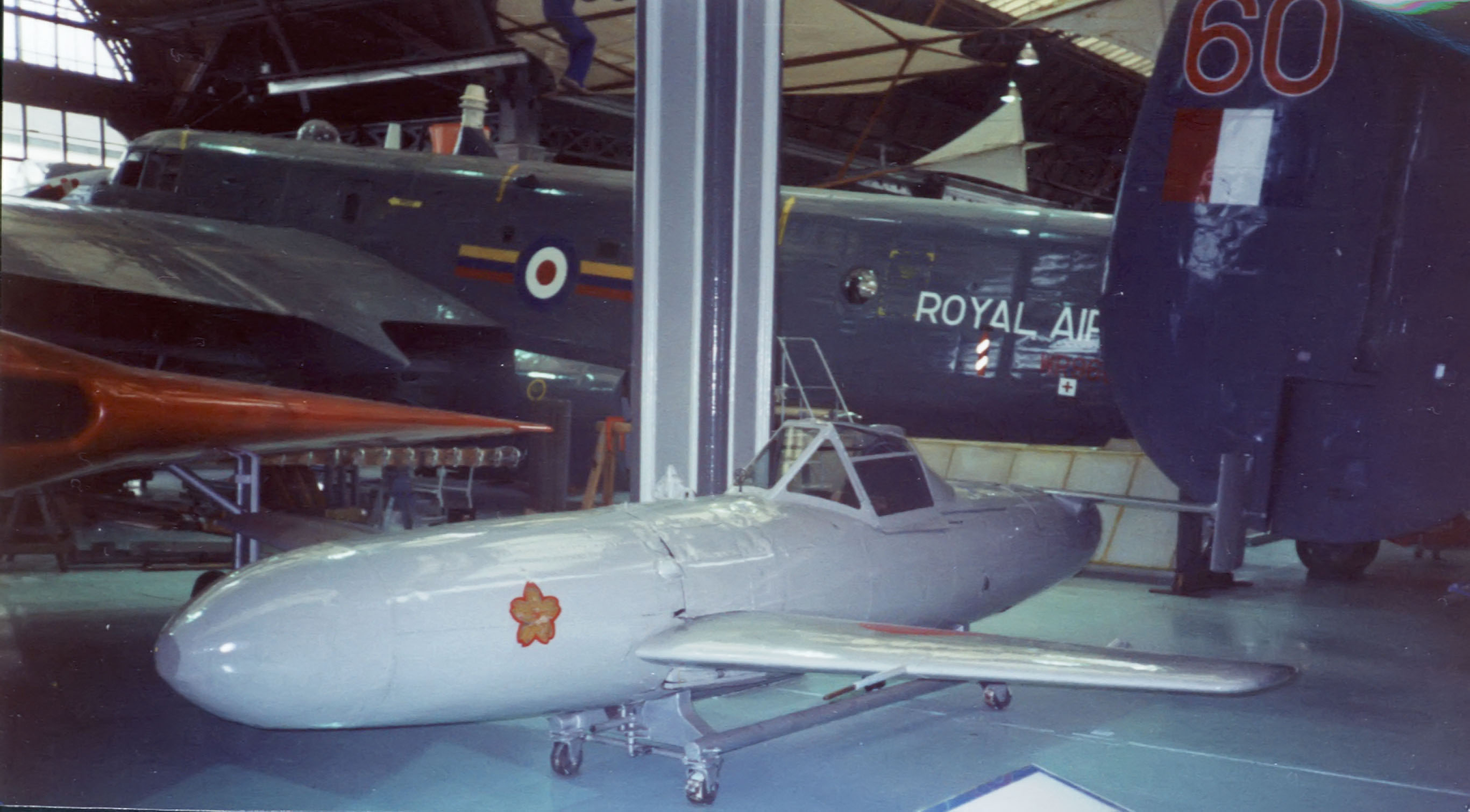
Fotografía de un Yokosuka MXY-7, otro dispositivo suicida creado por los japoneses en la Segunda Guerra Mundial, también conocido como "baka" por los norteamericanos, llegaba a una velocidad increíble.

Conjuntamente con las operaciones Kikusui, se emplearon sin mucho éxito otro tipo de artefactos suicidas y explosivos, como el caso de los aviones cohete Yokosuka MXY-7 (llamados por los japoneses Ohka (桜花?   flor de cerezo), a los cuales los Aliados llamaban despectivamente «bombas baka» (tontas)). Estas consistían en pequeños aparatos monoplaza de madera cargados con 1800 kilogramos de explosivos y propulsados por cohetes. El fracaso de este modelo radicó en que eran transportados por bombarderos sumamente lentos, los cuales en su gran mayoría fueron derribados mucho antes de llegar a su objetivo.
El 12 de abril se puso en marcha la operación Kikusui número 2, integrada por ocho MXY-7, 80 aviones tokkōtai y más de 100 cazas de escolta. El plan consistía en arribar a Okinawa por distintas rutas para atacar desde varias direcciones. De los bombarderos cargados con MXY-7, 6 fueron derribados antes incluso de llegar al lugar.
De marzo a agosto de 1945, este es el resumen de los ataques:
| Tipo de barco | Hundidos                  | Dañados                   | Hundidos                        | Dañados                         |
| ------------- | ------------------------- | ------------------------- | ------------------------------- | ------------------------------- |
|               | (según fuentes japonesas) | (según fuentes japonesas) | (según fuentes estadounidenses) | (según fuentes estadounidenses) |
| Portaaviones  | 8                         | 11                        | 0                               | 7                               |
| Acorazados    | 12                        | 18                        | 0                               | 10                              |
| Cruceros      | 29                        | 27                        | 0                               | 5                               |
| Destructores  | 18                        | 9                         | 11                              | 61                              |
| Dragaminas    | 3                         | 2                         | 1                               | 22                              |
| Otros         | 27                        | 22                        | 4                               | 80                              |
| Total         | 97                        | 89                        | 16                              | 185                             |

Por lo menos 1450 pilotos suicidas salieron de las bases japonesas, causando la baja de 5000 efectivos por lo menos de las tropas de los Aliados, lo que representa las bajas más numerosas en las fuerzas estadounidenses en una sola batalla.

### Último ataque

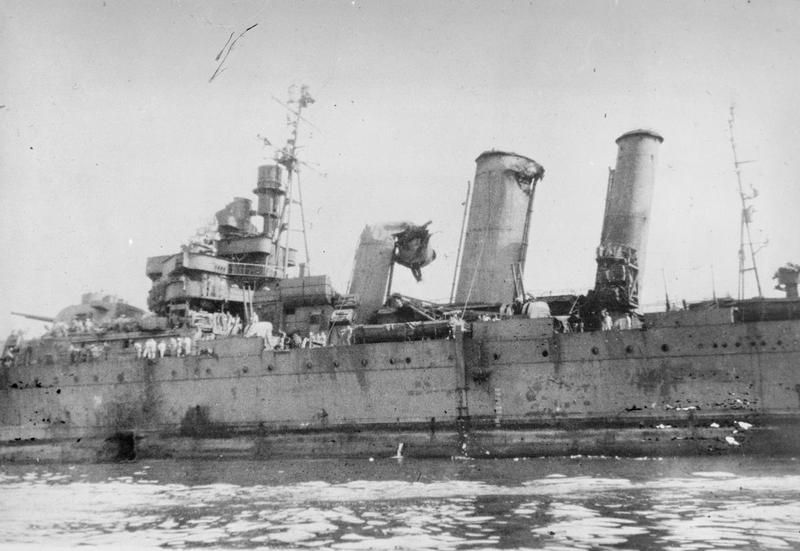
Los daños ocasionados al crucero HMAS Australia por ataque kamikaze.

Después de los mortales bombardeos atómicos sobre Hiroshima (6 de agosto de 1945) y Nagasaki (9 de agosto de 1945) y la entrada de la Unión Soviética en la guerra, se celebraron algunas reuniones en el alto mando para ofrecer la rendición incondicional de Japón. Algunos sugirieron la rendición desde el mismo día 9, pero otros mantuvieron que debía de hacerse un último esfuerzo para obtener condiciones más favorables, por lo que la declaración de rendición no se hizo pública hasta el 15 de agosto.
En la madrugada de ese día, las tropas japonesas tenían conocimiento de que el Emperador Shōwa daría un informe público y ya se anticipaba que se trataba del anuncio oficial de la rendición del país. Sin embargo, el vicealmirante de la Quinta Flota Matome Ugaki convocó a once bombarderos para efectuar el último ataque suicida contra la flota enemiga. Cuatro de estos aviones no pudieron despegar, mientras que los otros siete se lanzaron al ataque. A las 19:24 del 15 de agosto de 1945 tuvo lugar la última de estas embestidas.

### Consecuencias

#### Suicidio del creador de la Unidad Especial de Ataque
El mismo 15 de agosto, fecha en que el Emperador transmitió un mensaje para hacer oficial la rendición incondicional de Japón, el vicealmirante Ōnishi sostuvo algunas reuniones oficiales en su cuartel. Entrada la noche, decidió llevar a cabo el suicidio ritual del seppuku (harakiri) y fue hallado tendido en el suelo por el personal de la base en la madrugada. Si bien Ōnishi hizo un corte limpio en la zona abdominal, falló en cortarse la garganta y no quiso que le prestaran auxilio médico ni recibir el «golpe de gracia». Después de más de 16 horas de agonía, murió a las 6 de la tarde del 16 de agosto de 1945. La nota final que escribió decía:

Deseo expresar mi profundo aprecio a las almas de los valientes atacantes especiales. Ellos lucharon y murieron valerosamente, con fe en nuestra victoria final. En la muerte, quiero purgar la parte que me toca en el fracaso de no lograr esa victoria y pido disculpas a las almas de esos aviadores muertos y sus acongojadas familias.

Deseo que la gente joven de Japón encuentre en mi muerte una moraleja. Ser temerarios solamente favorecerá al enemigo. Deben inclinarse con la mayor perseverancia ante el espíritu de la decisión del Emperador [...] Ustedes son el tesoro de la nación. Con todo el fervor de espíritu de los atacantes especiales, luchen por el bienestar de Japón y por la paz en todo el mundo.

Además escribió un haiku para su amigo Rin Masutani:

Suga suga shi
Bofu no ato ni
Tsuki kiyo shi.
Renovadora
Después de la violenta tormenta
Sube la luna radiante
Haiku de Ōnishi para su amigo Rin Masutani.

#### Cifras de los ataques
No hay un consenso en las cifras definitivas de los barcos hundidos durante la Segunda Guerra Mundial a causa del impacto de pilotos tokkōtai, incluso algunos escritores e historiadores incluyen barcos hundidos debido a ataques kaiten (torpedos suicidas), por lo que las cifras van desde los 34 hasta los 57 barcos hundidos. Una de las listas más completas y documentadas la presenta el historiador estadounidense Bill Gordon, quien asegura que la cifra más exacta es de 49 barcos hundidos en total. La lista de los barcos hundidos se enumera como sigue:
| Tipo de barco | Hundidos | Importantes                                  |
| --- | -------- | -------------------------------------------- |
| Portaaviones de escolta | 3        | USS St. Lo, USS Ommaney Bay, USS Bismark Sea |
| Destructores | 14       | USS Callaghan                                |
| Barcos de transporte de alta velocidad | 3        |                                              |
| Buque de asalto anfibio | 5        |                                              |
| Buque de asalto anfibio mediano | 4        |                                              |
| Buque de asalto anfibio mediano tipo Rocket | 3        |                                              |
| Petrolero auxiliar | 1        |                                              |
| Barcos Victory canadienses | 3        |                                              |
| Barco de carga Liberty | 3        |                                              |
| Dragaminas de alta velocidad | 2        |                                              |
| Dragaminas clase Auk | 1        |                                              |
| Remolcador | 1        | USS Sonoma                                   |
| Cazasubmarinos | 1        |                                              |
| Lancha PT | 2        |                                              |
| Barco auxiliar de desembarco | 2        |                                              |
| Barco para desembarco de Infantería | 1        |                                              |
| Total | 49       |                                              |
| Las pérdidas humanas registradas en el bando japonés tanto de soldados como de civiles se contabilizan en unas 110 000 personas, de los cuales más de 2500 fueron pilotos suicidas. El X Ejército estadounidense registró 40.000 bajas junto con 9700 bajas de la flota, las cuales fueron en su mayoría por ataques tokkōtai. |          |                                              |

## Entrenamiento y tácticas

### Entrenamiento
El programa que debían seguir los pilotos con base en Formosa es un buen ejemplo del entrenamiento que recibían los pilotos tokkōtai, el cual se dividía en breves y diversas fases. En primer lugar, el adiestramiento de los nuevos pilotos tenía una duración de siete días, dedicando las primeras dos jornadas únicamente al ejercicio de despegue. Este tipo de ejercicio cubría el período que iba desde el momento en que se impartía la orden para una misión hasta el momento en que los aparatos quedaban situados en formación de vuelo. Los dos días siguientes se dedicaban al vuelo en formación, mientras proseguían simultáneamente las prácticas de despegue. Los últimos tres días estaban dedicados, de manera especial, al estudio teórico y a los ejercicios prácticos de aproximación al objetivo y al ataque; entre tanto, continuaban también los ejercicios de despegue y de vuelo en formación. Si aún había tiempo, se repetía el proceso por segunda vez.

### Tácticas de ataque
Para los cazas ligeros y rápidos, como los Zero (nombre en código para los aliados Zeke), y los bombarderos embarcados tipo Suisei (nombre en código Judy) se adoptaron dos métodos de aproximación con vista a los ataques especiales: a la máxima o mínima altura posible. Aunque desde el punto de vista de la exactitud de la navegación y de la buena visibilidad hubiera sido preferible una altura media, se prefería renunciar a estas ventajas en consideración a otros factores. En efecto, la altura preferida estaba comprendida entre los 5500 y 6500 m de altura y ello por varias razones:
- Cuanto mayor es la altura, más difícil se hace la intercepción por parte del enemigo.
- Había que tener en cuenta la maniobrabilidad de un avión cargado con una bomba de 250 kilogramos.
- La máxima velocidad era alcanzada al momento de maniobrar en picada hacia el objetivo
- Obligaba a los artilleros a disparar a la máxima elevación dificultando el centrado.
- El éxito era mayor cuando existía un cielo con bajo techo de nubes...

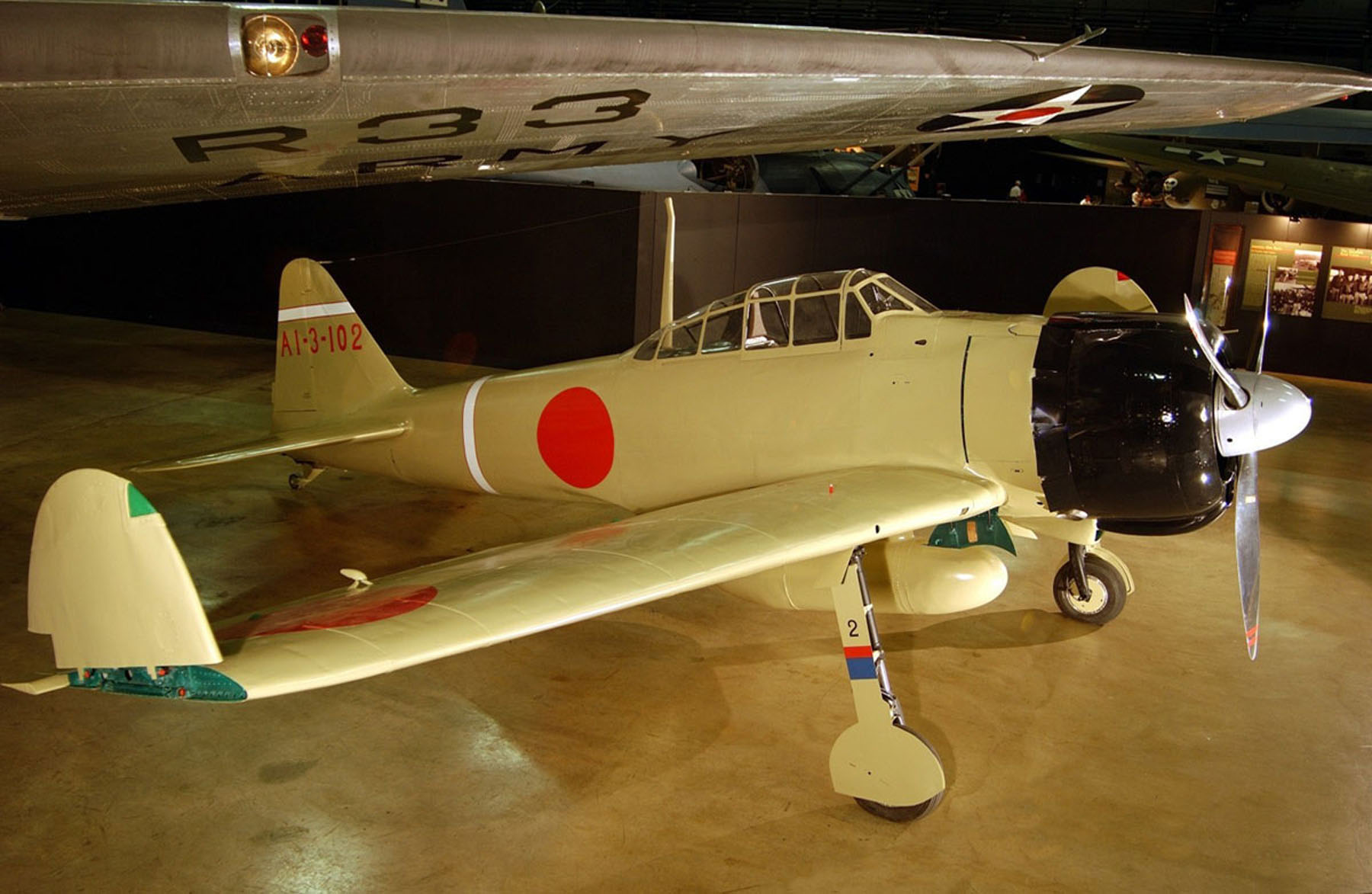
El Mitsubishi A6M, conocido como Zero, fue el avión más utilizado para los ataques suicidas por jóvenes kamikazes.

En lo que respecta a la aproximación a poca altura de los aparatos japoneses, volaban lo más cerca posible de la superficie del mar de modo que se retrasara al máximo su localización por los radares aliados. En las postrimerías de 1944 se consideraba que el radar estadounidense tenía un alcance efectivo de 160 kilómetros a gran altura y de 30 a 50 kilómetros a baja altura. Este último era muy poco efectivo debido a la barrera antiaérea que se establecía. Además, muchas aeronaves y pilotos eran derribados antes de llegar al objetivo.
En las ocasiones en que se disponía de muchas unidades de ataque, se aplicaban simultáneamente el método de aproximación a baja altura y el de alta cota, además desde varias rutas.
Para el ataque final suicida los pilotos tenían un orden de prioridades: En los portaaviones, el mejor blanco era el elevador principal; seguían luego, en orden de preferencia, el elevador de popa o el de proa. En cuanto a los demás tipos de grandes unidades de guerra, el mejor blanco era la base del puente de mando. En los destructores y otros pequeños buques de guerra y de transporte, un impacto en un punto cualquiera, situado entre el puente de mando y el centro del navío resultaba generalmente de gran eficacia.
Rikihei Inoguchi explicaba que:

[...]de no haber sido por la falta del número necesario de aparatos, lo ideal habría sido enviar contra cada gran portaaviones cuatro aviones kamikaze: dos contra el elevador central y los otros dos contra los de popa y proa, respectivamente. Así, en teoría, dos o tres atacantes se consideraban el número ideal para un portaaviones de escolta.

[...]pero lo cierto era que en la práctica los portaaviones estadounidenses eran demasiados, y nosotros disponíamos de muy pocos aparatos para realizar esta tarea. En consecuencia, para obtener al menos un golpe «centrado» y eficaz, contra cada portaaviones se enviaba a un solo aparato: un avión por cada buque de guerra.

### Tácticas defensivas de los aliados
A comienzos de 1945 el comandante John Thach, quien ya era famoso por el desarrollo de tácticas en contra de ataques de aviones japoneses, desarrolló una estrategia en contra de los pilotos suicidas llamada «Gran Manta Azul». Esta maniobra contemplaba mantener todo el tiempo posible patrullajes aéreos alrededor de la flota aliada; sin embargo, debido a que se detuvo la capacitación de nuevos pilotos, no había elementos suficientes para mantener segura la flota y detener la amenaza japonesa.
Del mismo modo, Thach recomendó patrullas de combate aéreo con más elementos, ataques intensivos en contra de las bases aéreas japonesas, bombardeo de las pistas de aterrizaje con bombas de acción retardada para hacer más difíciles las reparaciones y una avanzada de destructores y destructores escolta a por lo menos 80 kilómetros de la flota principal para poder recibir las señales de radar con anticipación. Además, mejoró la coordinación entre las fuerzas aéreas de los portaaviones con el resto de la flota.
A finales de 1944 la flota británica del Pacífico utilizó sus aviones Supermarine Seafire a grandes alturas para tareas de patrullaje y combate aéreo. Estos aviones fueron utilizados frecuentemente para contraatacar los ataques suicidas japoneses durante y posterior a la batalla de Iwo Jima.
Conforme avanzó la guerra las tropas aliadas comenzaron a acostumbrarse a la metodología de los ataques suicidas, además de que la poca o nula experiencia con que contaban los pilotos facilitaba la labor defensiva ya que un piloto experimentado no tenía problemas en perseguir y derribar a uno novato. Se desarrollaron también otro tipo de tácticas, como disparar justo delante del avión rasante para crear una barrera de agua que derribase el avión enemigo.

## Concepción de la sociedad japonesa actual

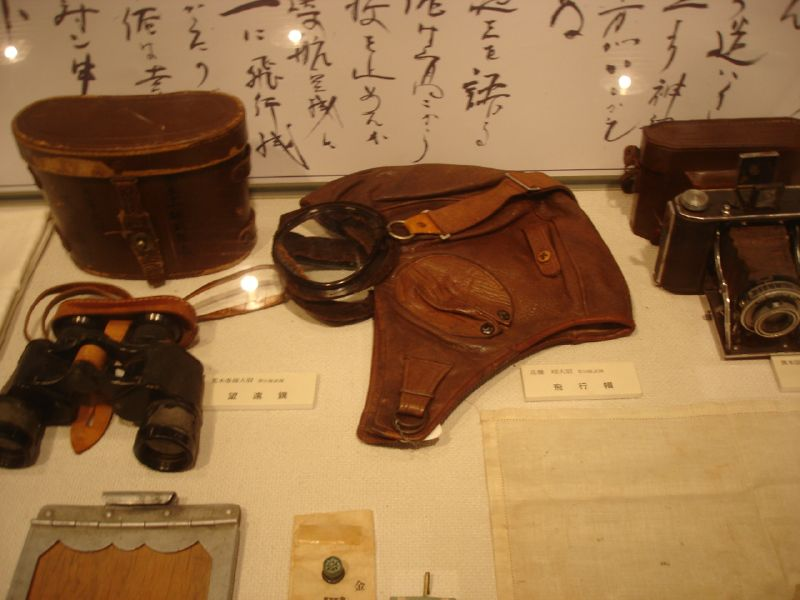
Pertenencias de un piloto tokkōtai exhibidas en el Museo de la Paz Chiran, en el avión solo llevaban consigo un par de fotos y amuletos.

Las muestras de afecto y aprecio de la sociedad mostrada durante la Segunda Guerra Mundial, donde se repetían imágenes de gente despidiéndolos con sonrisas y flores, se disiparon al terminar la guerra. La imagen pública que se tenía de los pilotos tokkōtai, así como de los integrantes de otras fuerzas de ataque suicida, cambió radicalmente. Términos despectivos como «los degenerados de la Unidad de Ataque Especial» y «aquellos fanáticos ex-miembros de la Unidad de Ataque Especial» se hicieron recurrentes.
Desde el final de la ocupación estadounidense a Japón en 1952 a la fecha, estos pilotos han ido recobrando gradualmente su estatus de «héroes históricos» que gozaron durante finales de la Segunda Guerra.
A lo largo de los últimos años se han erigido diversos museos dedicados exclusivamente a este tema en los que se presentan fotografías, testimonios, aviones restaurados y otras armas utilizadas durante la guerra. Uno de los principales museos existentes de este tema es el Museo de la Paz Chiran, el cual se inauguró en 1975 en una antigua base de operaciones aéreas localizada en la prefectura de Kagoshima. El museo recibe más de 500.000 visitas al año y es considerado como uno de los factores que han hecho cambiar la concepción que la sociedad japonesa tenía de las unidades de ataque suicidas.
Junto con los museos, diversos monumentos a lo largo del país se han erigido en honor de los «pilotos caídos», ya sea en forma de lápidas de piedra, torres, figuras humanas o en forma de estatuas budistas de Kannon.

## Galería

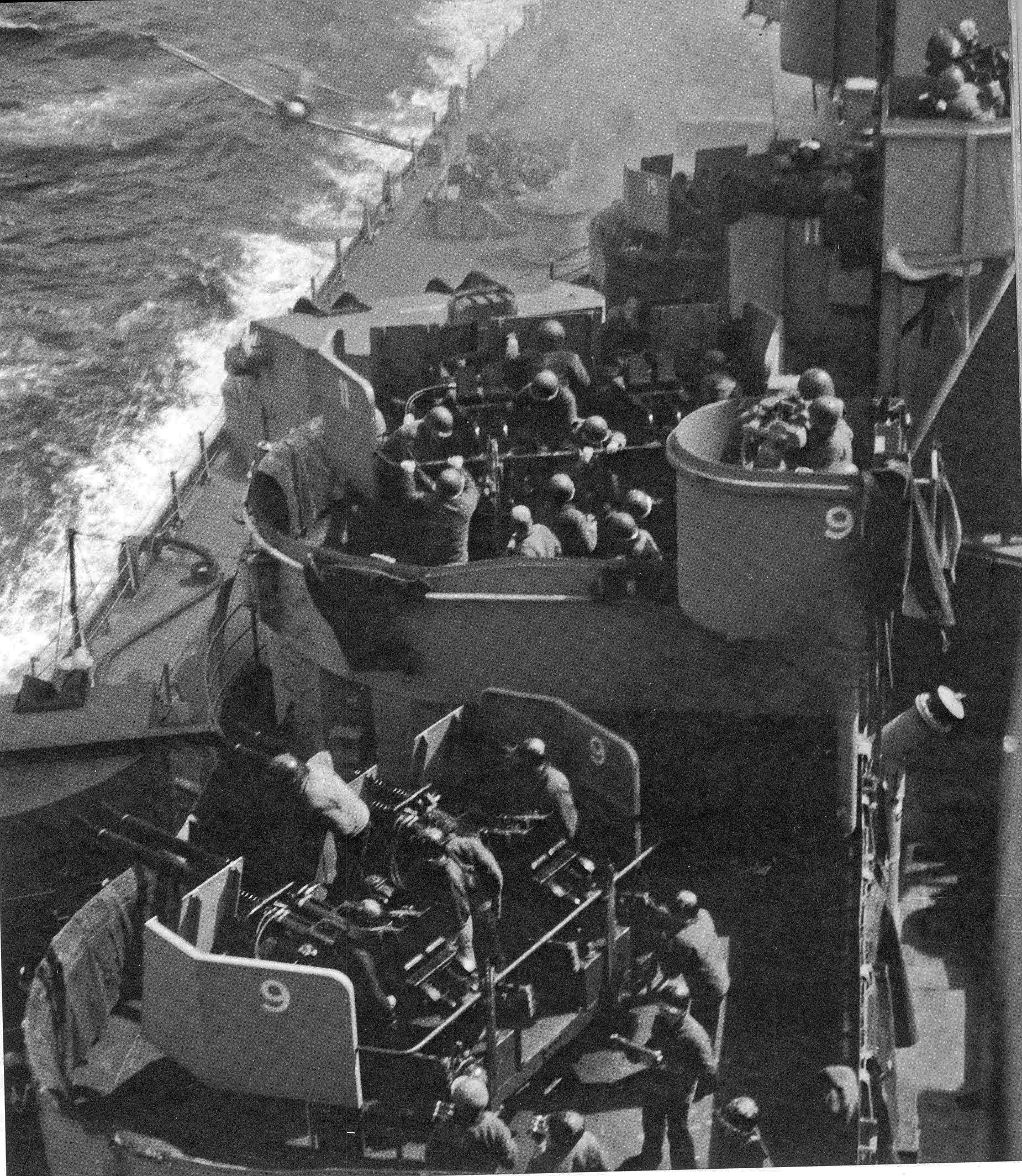
Ataque suicida contra el USS Langley el 11 de abril de 1945.
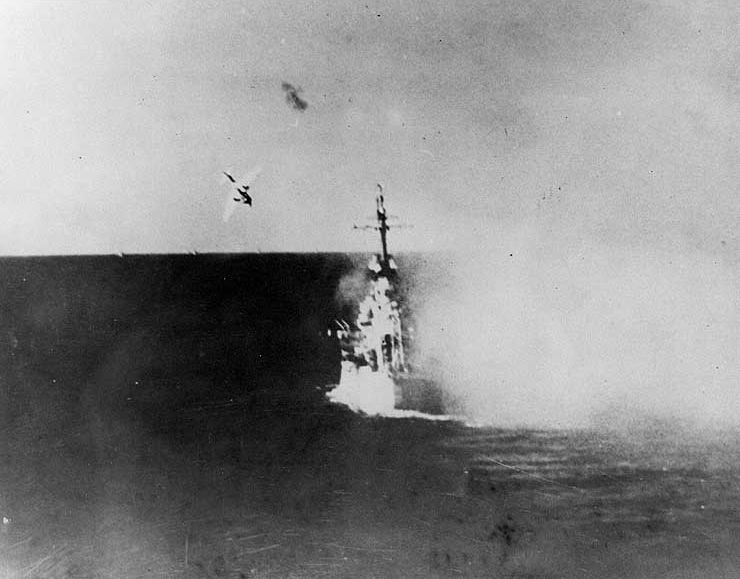
El USS Columbia segundos antes de ser impactado por un avión el 6 de enero de 1945.
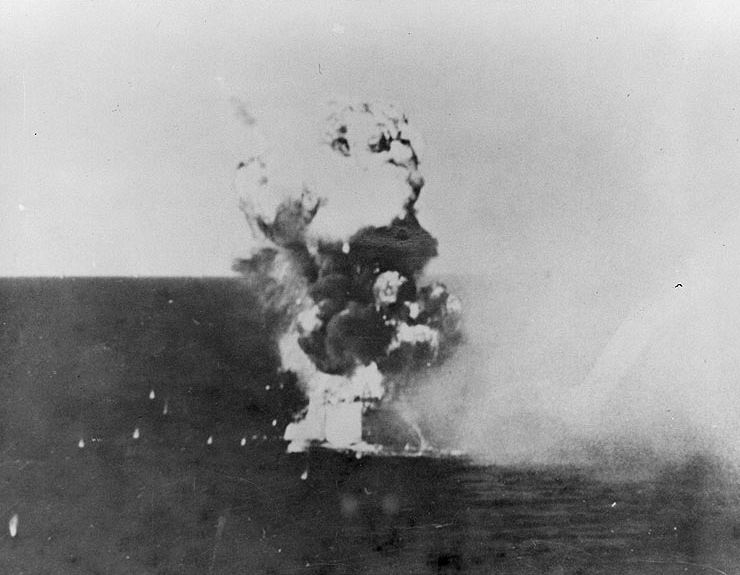
El USS Columbia en el momento preciso del impacto.
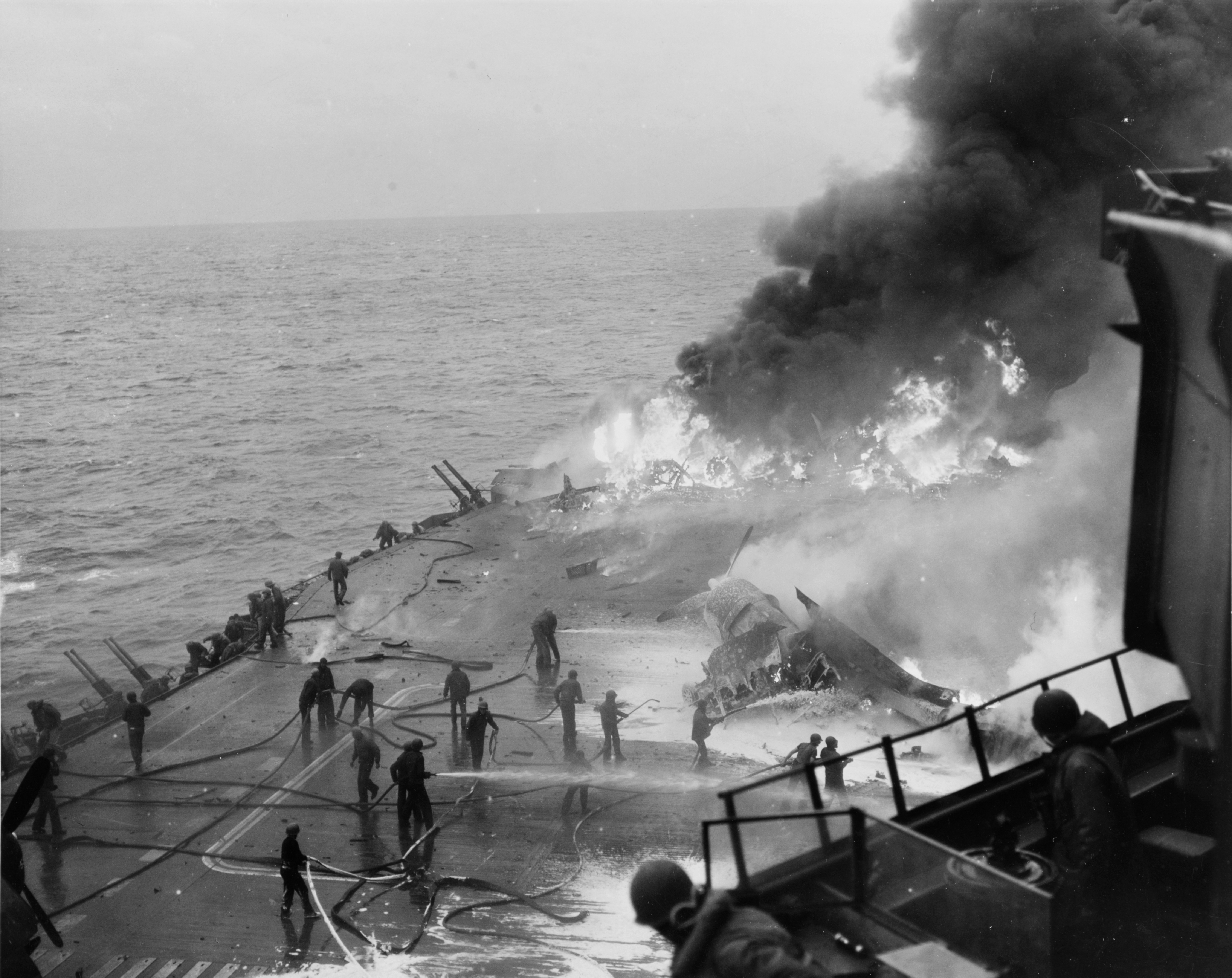
Cubierta del USS Saratoga después del impacto de un avión el 21 de febrero de 1945.
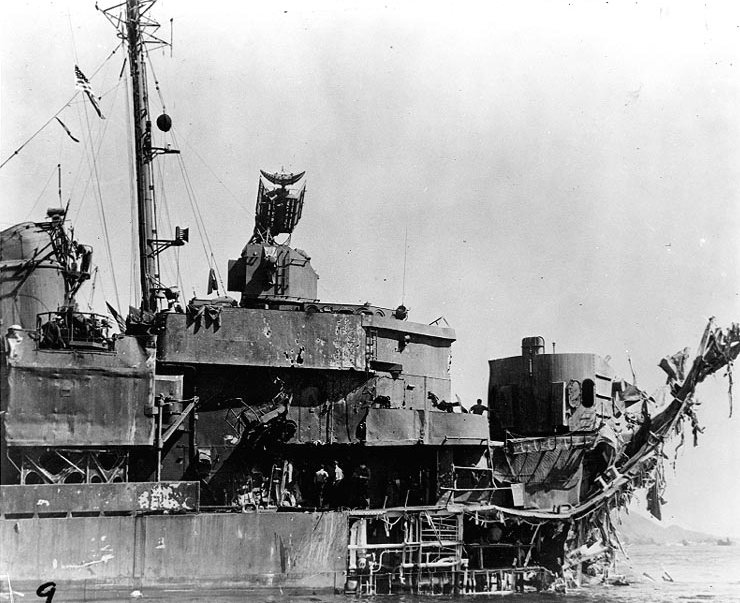
Daño ocasionado por un ataque suicida al USS Lindsey el 12 de abril de 1945.
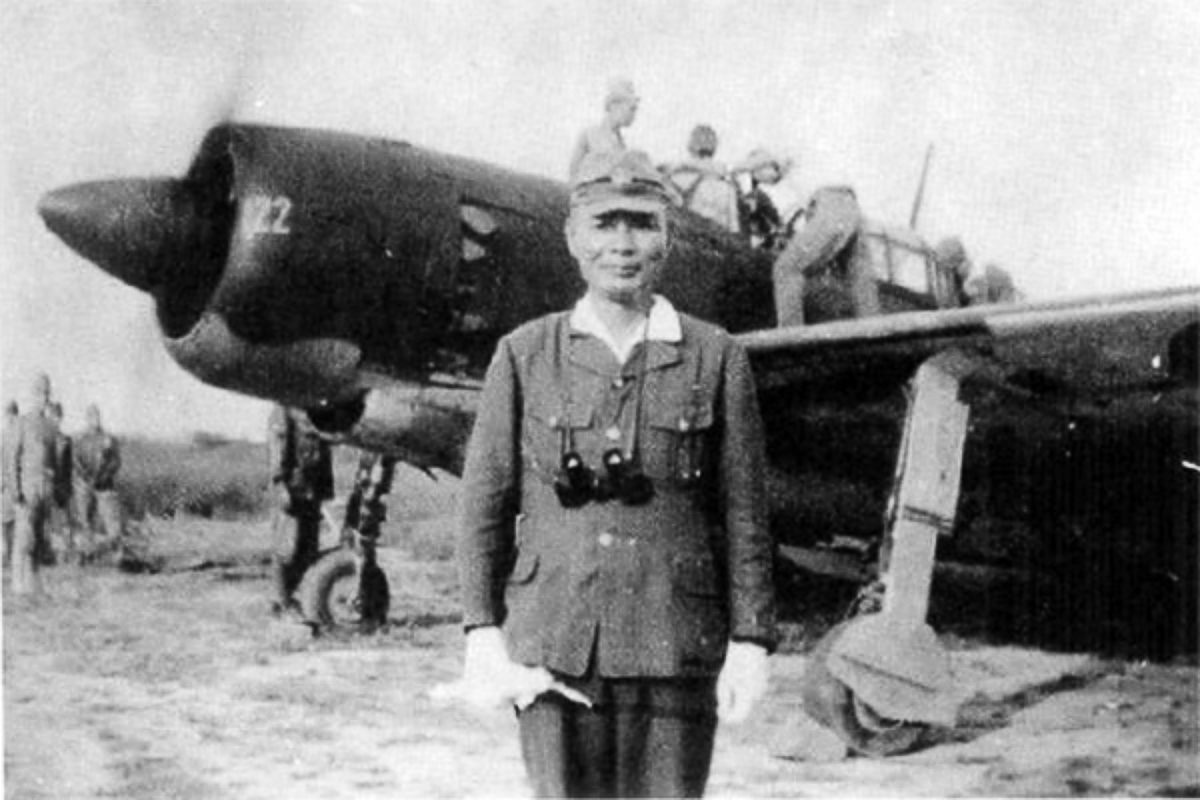
Fotografía tomada antes del último ataque a cargo del Almirante Matome Ugaki el 15 de agosto de 1945.
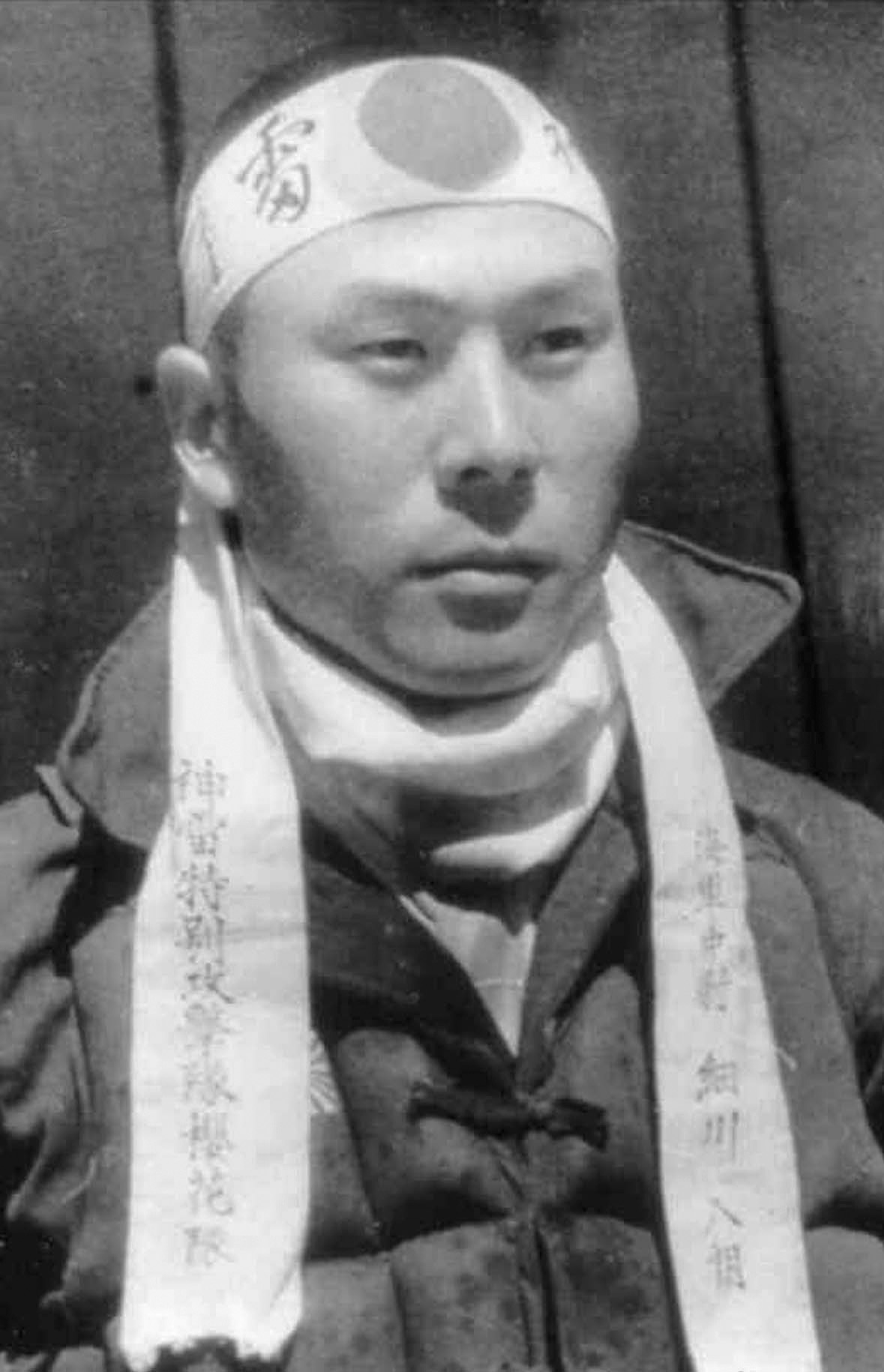
Piloto tokkōtai portando un hachimaki en la cabeza para honrar a Japón.
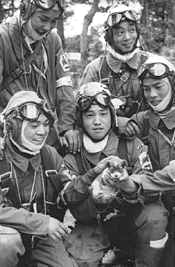
Grupo de jóvenes pilotos tokkōtai jugando con un cachorro.